# سارا بارنويل إليوت
سارا بارنويل إليوت (بالإنجليزية: Sarah Barnwell Elliott)‏ (29 نوفمبر 1848 - 30 أغسطس 1928)؛ مؤلِّفة، كاتِبة مسرحية وروائية أمريكية.